# Pudasjärvi

Brasão de armas de Pudasjärvi

Pudasjärvi é uma cidade da Finlândia, situada na região da Ostrobótnia do Norte.